# Armia Kubańska
Armia Kubańska (ros. Кубанская армия) - ochotniczy związek operacyjny białych podczas wojny domowej w Rosji
Na przełomie 1917 i 1918 r. na Kubaniu, odciętym przez wojska bolszewickie od obszarów nad Donem, zostało sformowanych szereg ochotniczych oddziałów partyzanckich (m.in. Oddział starsziny wojskowego Gałajewa, 1 Ochotniczy Oddział Kubański, Oddział Zbawienia Kubania). Podlegały one Radzie Kubańskiej z siedzibą w Jekaterynodarze. 22 lutego 1918 r., ze względu na nacisk przeważających sił bolszewickich, ataman Kozaków kubańskich płk Aleksandr P. Filimonow na zebraniu oficerów wyższego stopnia podjął decyzję w sprawie opuszczenia Jekaterynodaru. 26 lutego głównodowodzącym ochotniczymi oddziałami powstańczymi na Kubaniu, zgrupowanymi formalnie w Armię Kubańską, został płk Wiktor L. Pokrowski. Po zajęciu Jekaterynodaru przez oddziały bolszewickie 14 marca 1918 r., Rada Kubańska 17 marca zawarła sojusz wojskowy z dowództwem działającej nad Donem Armii Ochotniczej. Oddziały powstańcze zebrały się 1 marca w aule Szendżij, gdzie połączyły się ze sobą. Były to następujące jednostki:
- 1 Pułk Strzelecki (przemianowany na 1 Kubański Pułk Strzelecki) - d-ca ppłk R. M. Tunenberg,
- Dywizjon Konny płk. Kosinowa,
- Mieszana Kubańska Oficerska Bateria Artylerii - d-ca esauł W. J. Kramarow,
- Kubańska Polowa Bateria Artylerii - d-ca kpt. M. G. Winogradow,
- Pluton Konno-Artyleryjski - d-ca esauł Korsun,
- Czerkieski Pułk Konny - d-ca płk Sułtan Girej-Kłycz,
- Oddział Konny płk. Kuzniecowa,
- Oddział Konny płk. Demianika,
- Oddział Płastuński płk. Ułagaja - d-ca płk Siergiej G. Ułagaj (Kuczuk),
- Drużyna Kubańska - płk Obraz,
- Kubańska Samodzielna Sotnia Inżynierska - d-ca płk S. W. Popow,
- Straż Przyboczna Głównodowodzącego Armią - d-ca kpt. Nikitin,
- Kubański Lazaret,
- tabor - d-ca gen. lejt. Karcow.

Armia Kubańska osiągnęła liczebność ok. 5 tys. ludzi, w tym ok. 3,3 tys. uzbrojonych (ok. 2,5 tys. piechoty, ok. 800 kawalerii). Miała na wyposażeniu 24 karabiny maszynowe i 12 dział. 14 marca w rejonie stanicy Riazanskaja połączyła się z oddziałami Armii Ochotniczej. Dowództwo nad połączonymi siłami objął gen. Ławr G. Korniłow.
31 grudnia 1919 r. została utworzona druga Armia Kubańska.